# اتومیدیت
اتومیدیت (به انگلیسی: Etomidate) یک داروی بیهوشی کوتاه اثر داخل عروقی جهت القای بیهوشی یا آرام‌بخشی می‌باشد که برای روند درمانی کوتاه مانند جا انداختن مفصل شانه یا لوله‌گذاری تراشه یا کاردیوورژن قابل استفاده است.

این دارو در سال ۱۹۶۴ توسط شرکت (به انگلیسی: Janssen Pharmaceutica) رونمایی شد. این دارو به عنوان داروی بیهوشی در سال ۱۹۷۲ در اروپا و در سال ۱۹۸۳ در آمریکا معرفی شد.

## استفاده در پزشکی
در شرایط اورژانس این دارو جز داروهای خواب‌آور پرکاربرد است. از این دارو در فرایند آرام‌بخشی ملایم و در روش بیهوشی سریع استفاده می‌شود. شروع اثر سریع و عدم تغییر در وضعیت قلبی و عروقی در هنگام تزریق در مقایسه با سایر داروهای بیهوشی، این دارو را به دارویی مناسب برای القای بیهوشی تبدیل کرده‌است.

علاوه بر موارد فوق استفاده آسان، کمترین میزان سرکوب تنفسی، عدم آزادسازی هیستامین و محافظت قلبی و مغزی از ایسکمی از ویژگی‌های این دارو می‌باشد.

اتومیدت بهترین دارو برای القای بیهوشی در افرادی که همودینامیک ناپایدار دارند می‌باشد. همچنین داروی بسیار مناسبی است برای بیمارانی که دچار آسیب مغزی شده‌اند به دلیل اینکه یکی از داروهایی است که می‌تواند فشار مغزی را کاسته و فشار خون را پایدار نگاه دارد. یک دوز از این دارو در بیماران دچار عفونت، عارضه‌ای برای بیمار ایجاد نخواهد کرد.

کاربرد دیگر این دارو برای تشخیص مراکز صرع، در عمل برداشتن قسمتی از مغز که موجب تشنج می‌شود می‌باشد.

## عوارض جانبی
این دارو تولید کورتیکواستروئید توسط قشر غده آدرنال را به وسیله مهار برگشت‌پذیر آنزیم (به انگلیسی: Steroid 11-beta-hydroxylase) سرکوب می‌کند. این آنزیم در تولید کورتیکواستروئید توسط قشر آدرنال نقش اساسی دارد.

استفاده و تزریق مداوم جهت آرامبخشی بیماران در بخش ویژه با افزایش میزان مرگ و میر مرتبط با سرکوب غده فوق کلیه در ارتباط است. تزریق مداوم داخل وریدی اتومیدیت منجر به اختلال در عملکرد قشر آدرنال می‌گردد. میزان مرگ و میر بیمارانی که بیشتر از ۵ روز به صورت مداوم اتومیدیت دریافت کرده‌اند از ۲۵٪ به ۴۴٪ افزایش پیدا کرده‌است که عمده دلیل آن عفونت مانند ذات الریه بوده‌است.

به دلیل آنکه استفاده از اتومیدیت موجب سرکوب غده آدرنال می‌شود، استفاده از این دارو در بیماران دچار عفونت همچنان بحث‌برانگیز است. سطح کورتیزول تا ۷۲ ساعت پس از تزریق یک دوز اتومیدیت همچنان پایین است، به این دلیل خطر نارسایی آدرنال وجود دارد. به همین دلیل افراد بسیاری توصیه کرده‌اند این دارو هرگز نباید در بیماران بدحال مبتلا به عفونت استفاده شود چون باعث افزایش خطر مرگ و میر خواهد شد. در مقابل هم افرادی هستند که به دلیل ثبات در وضعیت قلبی و عروقی در هنگام تزریق و فقدان شواهد روشن از آسیب و افزایش مرگ و میر در بیماران بدحال از تجویز این دارو حمایت می‌کنند.

مطالعات نشان داده یکبار استفاده از این دارو در بیهوشی سریع قبل از لوله‌گذاری تراشه اثری در میزان مرگ و میر ندارد حتی اگر این میزان باعث سرکوب موقت غده فوق کلیه شود. علاوه بر موارد فوق اخیراً متاآنالیز انجام شده توسط (به انگلیسی: Hohl) نشان داده است که نمی‌توان نتیجه گرفت که اتومیدیت باعث افزایش میزان مرگ و میر می‌شود. نویسندگان این متاآنالیز به این نتیجه رسیدند که به دلیل فقدان آمار مناسب در مورد اثرات اتومیدیت بر میزان مرگ و میر مطالعات بیشتری مورد نیاز است؛ بنابراین پیشنهاد شد که استفاده به صورت تک دوز در بیماران دچار عفونت مشکلی نخواهد داشت. در صورتی‌که سایرین پیشنهاد دادند به عنوان یک مطالعه کنترل شده آینده نگر در صورت استفاده از اتومیدیت یک دوز کورتیزول به صورت پیشگیرانه استفاده شود.

در بیماران تحت عمل جراحی کولورکتال که از داروی اتومیدیت برای بیهوشی آنان استفاده شده است، ایمنی استفاده از استرس دوز هیدروکورتیزون تأیید شده‌است. در یک مطالعه گذشته نگر با بررسی ۳۲۰۰۰ نفر از بیمارانی که از اتومیدیت برای بیهوشی آنان استفاده شده‌است مشخص شد که میزان مرگ و میر در مقایسه با پروپوفول ۲/۵ برابر افزایش پیدا کرده‌است. همچنین بیمارانی که اتومیدیت دریافت کرده‌اند به میزان بیشتری دچار عوارض قلبی و عروقی بوده‌اند و مدت بیشتری در بیمارستان بستری بوده‌اند. با توجه به گسترده بودن این بررسی، به خوبی نشان می‌دهد باید استفاده پزشکی از این دارو به صورت عاقلانه انجام شود.

در بیماران دچار آسیبهای مغزی استفاده از اتومیدیت با کند شدن چرخه ACTH همراه بوده‌است. البته تأثیر بالینی این عارضه هنوز مشخص نشده است. علاوه بر موارد فوق استفاده هم‌زمان از این دارو و داروهای مخدر یا بنزودیازپین باعث تشدید نارسایی غده فوق کلیه خواهد شد. با این حال در این رابطه تنها شواهد گذشته نگر موجود است و باید در این مورد تحقیقات بیشتری انجام شود.

## فارماکوکینتیک
هرچند که میزان نیمه عمر این دارو برابر با ۷۵ دقیقه است اما به دلیل توزیع مجدد این دارو از پلاسما به سایر بافتهای بدن طول اثر اتومیدیت در یک دوز عادی تقریباً برابر با ۵ الی ۱۰ دقیقه است.
- شروع اثر: ۳۰ تا ۶۰ ثانیه
- اوج اثر: ۱ دقیقه
- طول اثر: ۳ تا ۵ دقیقه
- اتصال به پروتئین: ۷۶٪
- متابولیسم: کبد و آنزیم‌های پلاسما
- توزیع نیمه عمر: ۲/۷ دقیقه
- توزیع مجدد نیمه عمر: ۲۹ دقیقه
- نیمه عمر حذف: ۲/۹ تا ۵/۳ ساعت